# Sprezanje
Sprezanje ili konjugacija (lat. coniugatio: vezanje, povezivanje) u hrvatskome jeziku promjena je glagolskoga oblika prema licu, broju, vremenu i načinu. U širem smislu može se opisati kao tvorba glagolskih oblika fleksijom glagolske osnove. Razni jezici imaju različite razine i opseg sprezanja glagola. Dok su jezici poput engleskoga ili norveškoga okarakterizirani relativno jednostavnim spregovnim sustavom, sustavi nekih drugih, primjerice hrvatskoga ili španjolskoga, poprilično su opsežni. Još su opsežniji spregovni sustavi jezika poput gruzijskoga, baskijskoga ili arčinskoga. U skladu s time većina kompleksnijih spregovnih sustava pripada aglutinativnim ili polisintetičkim jezicima iako su u tome zastupljeni i fuzijski jezici. Analitički jezici pak temeljem svoje morfološke tipološke skupine nemaju spregovni sustav. Razni oblici glagola koji dijele istu glagolsku osnovu (npr. piješ, pijasmo, pijte, pio) spadaju pod isti leksem, a reprezentativni oblik toga glagola, onaj koji se navodi u rječnicima, naziva se rječnička natuknica ili lema. Kad je riječ o hrvatskome, za glagole je to infinitivni oblik (npr. piti).
Osim prethodno navedenih postoji ekstenzivan popis gramatičkih kategorija prema kojima se glagoli mogu sprezati. Neke od njih u jezicima poznatim danas jesu rod, padež, vid, stanje, posvojnost, određenost, pristojnost, kauzativnost, kluzivnost, interogativnost, prijelaznost, valencija, polaritet, teličnost, volja, mirativnost, evidencijalnost, živost, asocijativnost, plurakcionalnost i recipročnost. 
Pojam sprezanja u jeziku primjenjuje se isključivo na glagole, dok se promjena imenskih i pridjevskih oblika naziva sklonidba ili deklinacija. Često se također smatra da se sprezanje odnosi isključivo na lične, odn. finitne oblike glagola s obzirom na to da se nelični obično ne mijenjaju po gramatičkim kategorijama.
Naziv konjugacija također se upotrebljava kako bi se naznačila skupina glagola koji imaju do neke mjere sličan oblik osnove i posljedično se sprežu na sličan i predvidiv način pod uvjetom da su pravilni. Najpoznatiji primjer te uporabe jest u latinskom jeziku, za koji se može reći da ima četiri konjugacije glagola (npr. osnova prve konjugacije završava na -a, treće na suglasnik i sl.). Oni glagoli koji ne pripadaju nekoj od konjugacija nazivaju se nepravilnima te se sprežu u velikoj mjeri nepredvidivo. Razni oblici unutar konjugacije nekog glagola kolektivno se nazivaju paradigmom tog glagola, a tipično se prikazuju u konjugacijskoj tablici.
Glagoli se mogu sprezati promjenom oblika afiksacijom (primjerice, pravim, praviš, praveći, pravljen...), to jest sintetski. Osim toga, moguće je da se upotrebljavaju pomoćne riječi, kao što su pomoćni glagoli, u konjugaciji (primjerice, pravio sam, bila bih pravila, pravit ćemo...), to jest perifrastično.

## Vanjske poveznice
- konjugacija. Hrvatska enciklopedija, mrežno izdanje. Leksikografski zavod Miroslav Krleža, 2021. Pristupljeno 2. 11. 2023.